# OutTV (chaîne de télévision canadienne)

Ancien logo (2008-2012)

Ne pas confondre avec OutTV (chaîne de télévision néerlandaise)
OutTV est une chaîne de télévision canadienne spécialisée de catégorie A en langue anglaise qui diffuse des émissions à l'intention des lesbiennes, gays, bisexuels et transgenres. Elle appartient à OUTtv Media Global Inc. et possède des bureaux à Toronto (Ontario) et Vancouver (Colombie-Britannique).

## Histoire

### Pridevision
PrideVision a obtenu une licence de diffusion numérique de catégorie 1 auprès du CRTC en novembre 2000 et appartiendra à Levfam Holdings Inc. (mieux connu sous le nom de Headline Media Group, propriétaire de la chaîne The Score) (70,1 %) et Alliance Atlantis (29,9 %). En février 2001, avant le lancement de la chaîne, Alliance Atlantis a vendu ses parts à Healine Media Group. La chaîne a été lancée le 7 septembre 2001 et diffusait des émissions principalement à l'intention des gais durant la journée, ainsi que des films pornographiques durant la nuit, et était plus considéré comme une chaîne pour adultes plutôt qu'une chaîne style de vie par les distributeurs canadiens et était placé dans les positions où se trouvent les films pour adultes pour un abonnement d'environ 7 $ par mois.
La présentation de films pour adultes à minuit, heure de l'est, était un problème dans l'ouest canadien pour le distributeur Shaw Communications, puisque les films commençaient à 21 h durant les heures de grande écoute. Durant les trois premiers mois de visionnement gratuit, bien que les films étaient softcore, les abonnés de Shaw Cable qui syntonisaient la chaîne devaient passer à travers une série d'écrans et débourser 0,01 $ sur leur compte afin de visionner la chaîne. PrideVision a formulé une plainte auprès du CRTC.
La chaîne a accumulé des dettes, principalement dues à des problèmes avec les distributeurs, avec leurs fournisseurs, et le prix additionnel demandé pour le service qui restreint le nombre d'abonnements. PrideVision ne comptait que vingt mille abonnés à la fin de 2002 alors qu'une chaîne de même catégorie en comptait sept cent mille. Une autre période de visionnement gratuit a eu lieu à la fin 2002 afin d'attirer de nouveaux abonnés, mais la chaîne a dù éliminer du personnel, la production d'émissions originales et son studio sur la rue Church à Toronto.
Le 3 décembre 2003, Headline Media Group a vendu la majorité de PrideVision à un consortium incluant William Craig (majoritaire), Pink Triangle Press et d'autres investisseurs et compagnies de production. La transaction a été finalisée en 2004. Peu après, les nouveaux propriétaires ont planifié le lancement d'une chaîne pour adultes qui permettra de relancer PrideVision sous un format style de vie accessible à tous. Au mois de novembre 2004, le bloc de programmation Hard on PrideVision a été lancé, proposant des films pour adultes entre 21 h et 6 h, et la programmation régulière durant la journée.

### OutTV
Peu après l'obtention d'une licence pour le service 617 le 4 mars 2005, la nouvelle chaîne Hard on PrideVision a été lancée le 12 avril 2005 en ne diffusant que des films pornographiques alors que PrideVision est devenu OutTV et ne diffuse que des émissions de divertissement et style de vie. Malgré le retrait des films pour adultes sur le nouvel OutTV, Shaw Cable et Shaw Direct voulait quand même faire payer un extra à ses abonnés pour le service et l'offrir seul plutôt que parmi les forfaits style de vie, ce que les autres distributeurs ont déjà fait. OutTV a placé une plainte auprès du CRTC mais une entente a été conclue avant l'audience publique du CRTC.
Le 19 juillet 2006, la maison de production Shavick Entertainment basée à Vancouver a annoncé leur intention de faire l'acquisition des parts majoritaires de William Craig dans OutTV et Hard on Pridevision. Shavick a une entente avec Regent Studios, propriétaire de la chaîne américaine spécialisée Here!, ce qui apporte du nouveau contenu.
Le 23 mai 2012, la chaîne annonce un changement de logo ainsi que le lancement en format haute définition dès le 2 juillet 2012.
En décembre 2012, Shavick a acheté les parts de 24,94 % de Pink Triangle Press ainsi que les parts de 15 % de Peace Point Entertainment Group dans la chaîne.
En novembre 2016, la chaîne est vendue à OM Acquisition, contrôlée par Ronald N. Stern. 

## Programmation
La chaîne a vu son taux d'abonnement doubler avec la diffusion de l'émission RuPaul's Drag Race depuis 2009.

### Séries originales
- DTLA (en) (2012)
- Sex & Violence (en) (2013–2017)
- The Switch (en) (2016)
- Running with Violet (en) (2017-2020)
- Fak Yaass (en) (2019)

### Téléréalité et divertissement
- So Gay TV (en) (2001–2002)
- COVERguy (en) (2005–2007)
- Don't Quit Your Gay Job (en) (2009-?)
- Knock Knock Ghost (en) (2015–2020)
- Call Me Mother (en) (2021–)